# La Vila de Llaés
El Mas de la Vila o la Vila de Llaés és un mas fortificat en el veïnat de Llaés al terme de Ripoll protegit com a bé cultural d'interès local. La Vila de Llaés està dividida en dos cossos ben diferenciats: un de primitiu amb una estructura quasi medieval i l'altre de tipus netament barroc i datat al segle xviii. L'edifici es troba en estat de degradació degut a l'abandonament, perquè només és habitat pels seus propietaris a la temporada estival. Els masovers viuen en un edifici independent.
A la casa gran hi ha una galeria coberta, els pilars de la qual els formen uns atlants llaurats de forma rústica i primitiva. També hi ha alguna porta amb arc de mig punt. És d'interès la capella dedicada a la Mare de Déu del Roser, erigida el segle xviii.
A la part primitiva de la masia hi ha algunes llindes datades als segles xv i xvi. Al segle xviii es seu propietari decidí renovar-la. Començà les obres edificant mig cos nou d'estil barroc amb una gran galeria coberta, amb la intenció que quan hagués acabat aquest el completaria amb l'altra meitat simètrica sobre la part vella de la casa, però morí abans i les obres quedaren interrompudes.